# Maître de 1333
Le maître de 1333 est le nom de convention donné à un maître anonyme de l'école de peinture de Bologne, auteur d'un  triptyque à volets mobiles conservé depuis 1861 au musée du Louvre.

## Histoire
D'après l'inscription sur le revers du panneau central, le maître aurait réalisé le triptyque en tant que commande pour une confrérie de dévots de la Vierge pour le quartier de San Vitale (it) à Bologne, une supposée église ou chapelle.
La peinture s'est retrouvée dans la collection du marquis Giampietro Campana avant d'être achetée par le Louvre en 1861, après la banqueroute de celui-ci.

## Description des panneaux du triptyque
Tempera sur fond d'or sur bois,  1333 (d'après le cartel du musée du Louvre) : 
Panneau central de 135 × 73 cm
- Crucifixion
- Couronnement de la Vierge (dans le gâble au dessus),

Volet de gauche  de 127 × 36 cm
- Ange de l'Annonciation (partie triangulaire du haut),
- Vierge de Miséricorde (milieu),
- Vierge Marie, Sainte Catherine et Sainte Lucie (?) (bas),

Volet de droite de 127 × 36 cm
- Vierge de l'Annonciation (partie triangulaire du haut),
- Nativité  (milieu),
- Trois Saints martyrs (bas).

Les deux panneaux du haut des panneaux gauche et droit constituant une Annonciation d'encadrement.